# Condé Nast

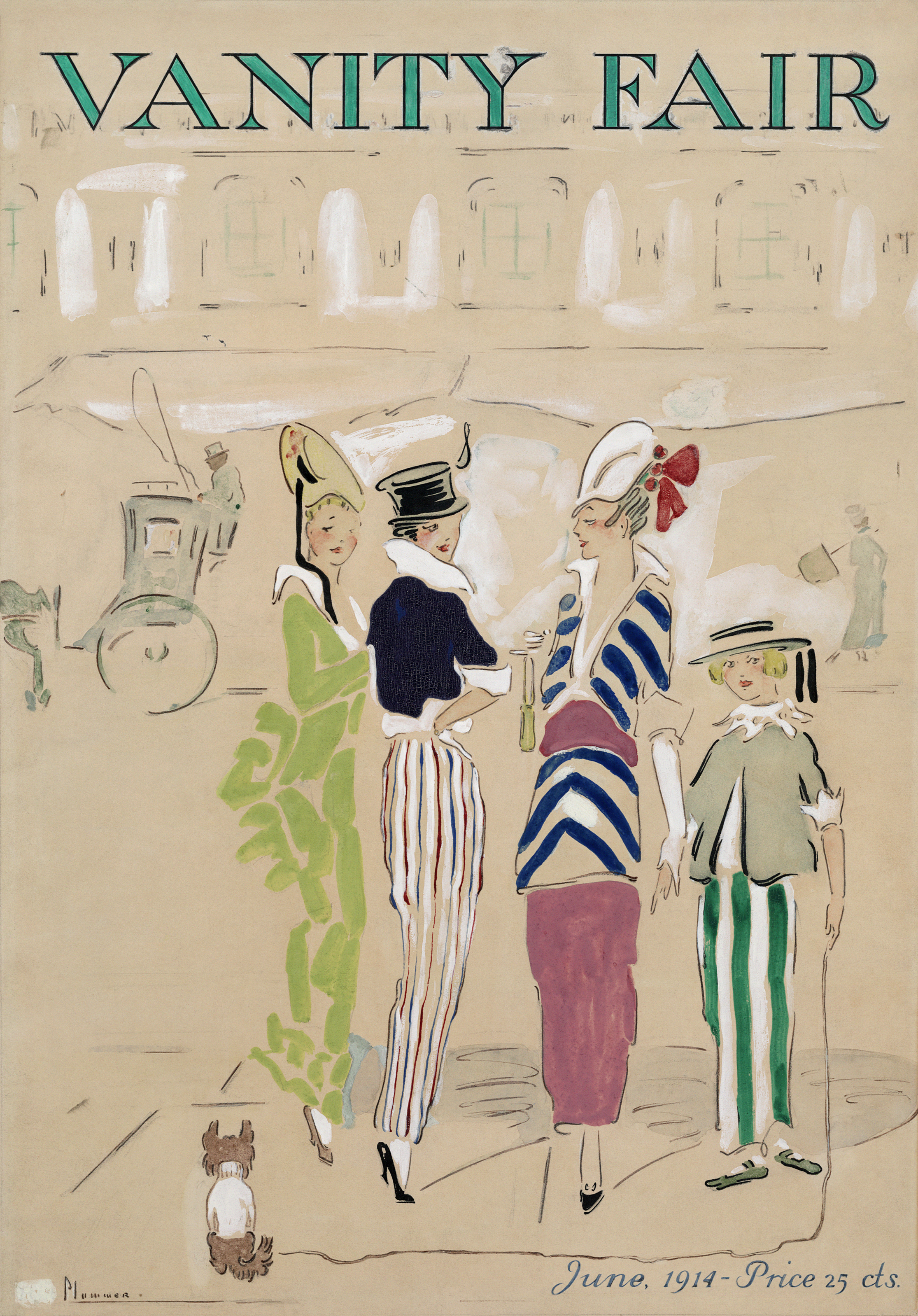
Couverture de Vanity Fair, juin 1914.

Condé Nast est un groupe américain d'édition de magazines appartenant à Advance Magazine Publishers, et détenant des titres majeurs de la presse américaine ou mondiale tels que The New Yorker, Vogue, Vanity Fair, GQ ou encore Glamour.

## Présentation
Condé Nast publie de nombreux titres et dispose de filiales dans quatorze pays. Parmi les titres publiés par Condé Nast, on peut citer Allure, Architectural Digest (en), Bon Appétit, Brides (magazine) (en), Condé Nast Traveler, Glamour, Gourmet, GQ, Lucky, Modern Bride, The New Yorker, Self, Teen Vogue, Vanity Fair, Vogue, The World of Interiors, W, et Wired.
Aujourd'hui la famille Newhouse est l'unique propriétaire de toutes les actions regroupées dans la société mère, Advance Magazine Publishers Inc.

## Historique

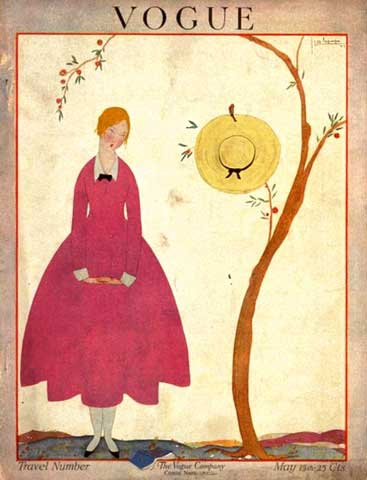
Couverture de Vogue en mai 1917.

C'est aux États-Unis, en 1908, que fut créée la première société du groupe Condé Nast par l'homme d'affaires new-yorkais Condé Montrose Nast (en) (1873-1942) mais ce n'est qu'en 1911, après le rachat de House & Garden que la société prend le nom de « The Condé Nast Publications Inc. ».
Au début des années 1920, l'éditeur choisit Edward Steichen pour devenir le photographe en chef des publications du groupe. Ce dernier travailla particulièrement pour Vanity Fair (dans sa version historique de 1913) et pour Vogue, magazines pour lesquels il réalise notamment de nombreux portraits de célébrités.
En 1959, Samuel I. Newhouse achète Condé Nast pour 5 millions de dollars en cadeau d'anniversaire à sa femme Mitzi qui aimait le magazine Vogue.
En 1962, Alexander Liberman, alors en poste à l'édition américaine de Vogue depuis le début de la Seconde Guerre mondiale, prend en charge la direction éditoriale de toutes les publications de Condé Nast, responsabilité qu'il tiendra durant 32 ans jusqu'à son départ à la retraite ; c'est lui qui débauchera Diana Vreeland puis les photographes Richard Avedon et Hiro tous trois du Harper's Bazaar.
Fin 2012, Condé Nast prend une participation de 20 millions de dollars dans le site américain Rent the Runway (en), opération réitérée début de l'année suivante pour le site britannique de prêt-à-porter de luxe Farfetch, avec la même somme.
En 2013, le groupe compte 137 publications dans le monde.
En 2014, Condé Nast installe ses bureaux principaux au nouveau World Trade Center, à New York. Un total de 25 étages de la tour no 1 sont dédiés à la rédaction des grands magazines américains du groupe.
En janvier 2018, Condé Nast publie des directives de conduite à l’intention des partenaires travaillant sur les shootings du groupe, à la suite des accusations de harcèlement sexuel survenues à Hollywood et dans l’industrie de la mode.
En novembre 2019, Condé Nast adhère à la Charte de l’industrie de la mode pour l’action climatique.

## En France
Les Publications Condé Nast SA ont longtemps eu leurs bureaux rue du Faubourg-Saint-Honoré à Paris avant de déménager avenue Hoche avec plus de 250 employés.
Le groupe publie les éditions françaises de Glamour. Toutefois le titre cesse d'être édité en 2020.
Le groupe publie aussi AD (décoration et architecture), GQ, Vogue Paris, Vanity Fair ainsi que le semestriel Vogue Hommes International. C'est également Condé Nast qui réalise Air France Madame pour la compagnie aérienne.
Il y réalise un chiffre d'affaires de 80 millions d'euros en 2010 et en 2011, puis d'environ 88 millions l'année suivante. Deux ans plus tard, le chiffre d'affaires continue sa progression pour atteindre le seuil symbolique des 100 millions d'euros.
|                                        | 2014  | 2015  | 2016  | 2017  | 2018 |
| -------------------------------------- | ----- | ----- | ----- | ----- | ---- |
| Chiffre d'affaires en millions d'euros | 87,4  | 88,8  | 82,8  | 73,3  | 61,1 |
| Résultat en millions d'euros           | + 4,4 | + 6,1 | + 5,4 | + 4,8 | +0,8 |
| Effectif moyen annuel                  | 282   | 281   | 276   | 268   | 258  |

## Vogue

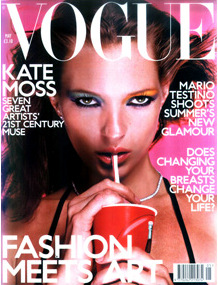
Couverture de Vogue (édition britannique), mai 2000.

Vogue apparaît sur le marché américain en 1892 ; il est racheté par Condé Montrose Nast (en) en 1909.

### Une réussite internationale
La version cubaine Vogue Havana paraît de 1918 à 1923 et le Vogue Argentina voit le jour en 1924 ; il durera jusqu'en 1926.
Une éphémère édition pour l'Allemagne voit le jour de 1928 à 1929 ; elle reprendra en 1979. Entretemps, la version britannique, le British Vogue est lancée en 1916, la française, qui ne s'appellera Vogue Paris qu'en 1968, quatre ans plus tard. Entretemps, une version espagnole, un échec, est apparue, elle sera de nouveau disponible au début des années 1980.
La Nouvelle-Zélande voit son édition apparaitre en 1957, elle durera onze ans, puis l'Australie en août 1959. Il faudra attendre 1964 pour découvrir le premier numéro de Vogue Italia, dirigé longtemps par l'iconoclaste Anna Piaggi puis l'influente Franca Sozzani. Ce sera le Brésil en 1975.
Les versions internationales s'enchaînent : Corée du Sud en 1996, Russie deux ans après, qui a de nos jours Victoria Davydova à sa tête, Japon en 1999 tenue de nos jours par Mitsuko Watanabe et la collaboration de Anna Dello Russo, Mexique et Amérique latine en 2002.
Vogue China paraît en 2005. En Inde, Vogue India (en) est publié pour la première fois en septembre 2007, suivi de la Turquie en 2010.
Étant donné le succès du magazine Glamour publié par Condé Nast aux Pays-Bas, le groupe décide d'y publier une nouvelle édition de Vogue. L'édition Vogue Nederland débute en avril 2012 et a pour rédactrice en chef Karin Swerink. Cette publication est la 19e édition de Vogue dans le monde.
La version thaïlandaise est, depuis 2013, la seule édition des années 2010 tenue par un homme, Kullawit Laosuksri, ancien rédacteur en chef du magazine Elle dans ce pays. Le Vogue Thaïlande est suivi d'un Vogue Ukraine, 21e édition internationale avec Masha Tsukanova comme rédactrice en chef. Il existe aussi des éditions de Vogue au Portugal, en Grèce (le Vogue Hellas, arrêté fin 2012) ou à Taïwan.

### Déclinaisons masculines
Le concept de Vogue a également été décliné en publication masculine. En Italie, L'Uomo Vogue existe depuis 1967.
En France, un mensuel Vogue Hommes a existé entre 1973 et 1996. Le semestriel Vogue Hommes International est publié depuis 1985.
En Amérique du Sud sont publiés Vogue Homem au Brésil et Vogue Hombre (semestriel) au Mexique. En 2005, Condé Nast Publications a lancé aux États-Unis la version masculine, Men's Vogue (en), et l'a arrêtée en 2008.
En Asie des éditions masculines sont apparus successivement en Chine (Men's Vogue), Inde (Vogue Man) et au Japon (Vogue Hommes Japan) au cours de l'année 2008.

## Photographes
(Liste alphabétique non exhaustive.)
- David Bailey
- Cecil Beaton
- Erwin Blumenfeld
- Guy Bourdin
- Henry Clarke
- Corinne Day
- Patrick Demarchelier
- Horst P. Horst
- Irving Penn
- Claude Picasso
- Mario Sorrenti
- Edward Steichen
- Deborah Turbeville
- Mario Testino
- Bruce Weber
- Tim Walker